# ММР-05

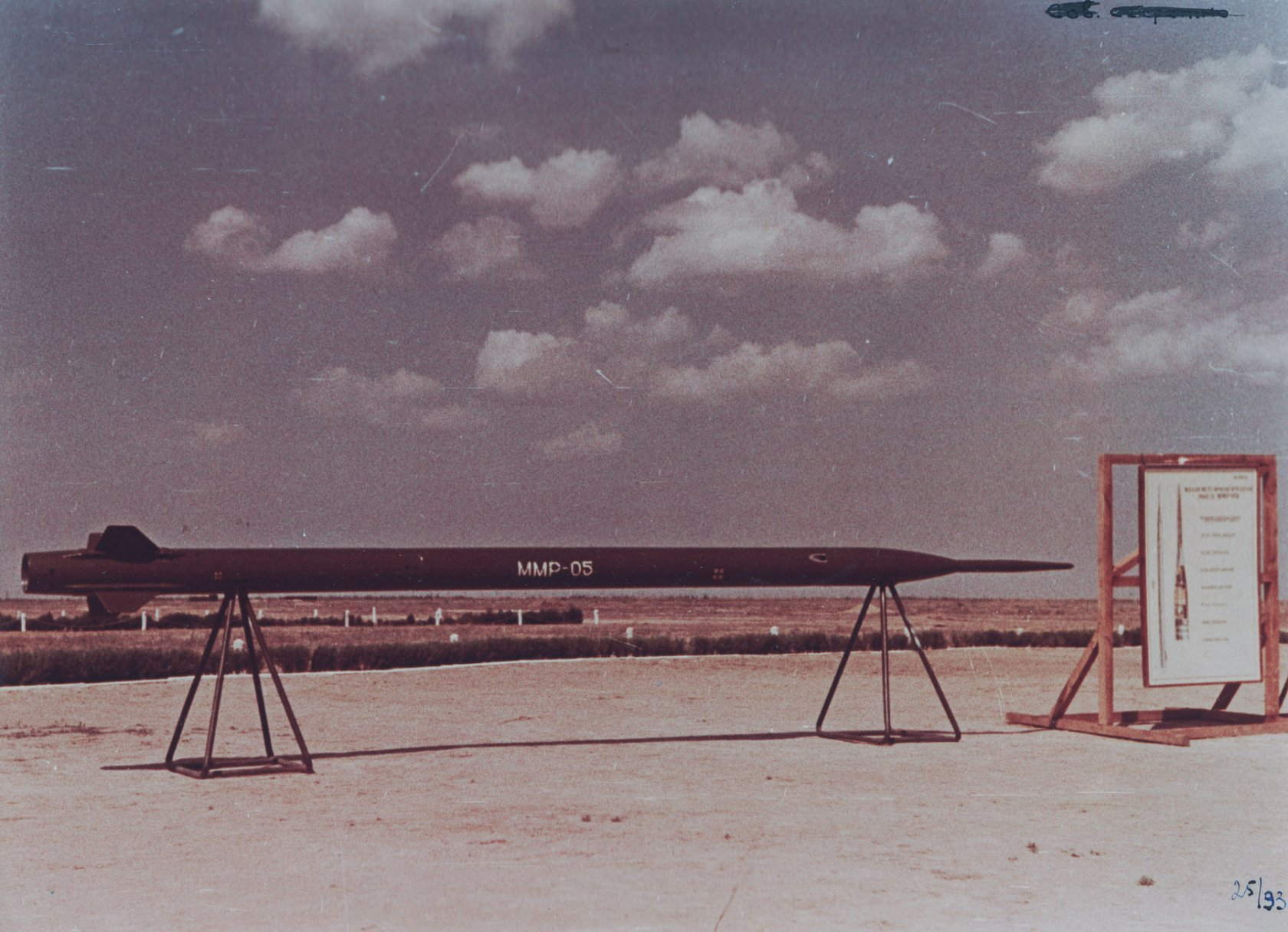
Малая метеорологическая ракета ММР-0,5

ММР-05 (ракета) — жидкостная малая метеорологическая ракета, созданная в 1956 г. на базе ракеты боевого применения с высотой подъема до 50 км.

## История создания
Разработана в ОКБ-3 Госкомитета по оборонной технике. Главный конструктор Севрук Доминик Доминикович. Прототипом послужила тактическая ракета земля-земля 3Р7 комплекса «Коршун».
Производство метеоракет ММР-05 и ММР-08 с двигателями, работающими на жидких компонентах топлива, осуществлялось на заводе № 74 Удмуртского совнархоза (ныне «Ижмаш» в Ижевске) с 1957 года.

## Описание
В отличие от всех других серийных неуправляемых ракет сухопутных войск 3Р7 имела не РДТТ, а однокамерный ЖРД С3.25Б тягой около 6 тс. В качестве горючего был использован керосин, а окислителя — азотная кислота. Стабилизация ракеты производилась за счет четырех крыльевых стабилизаторов и вращения ракеты (для компенсации эксцентриситета двигателя).
Проектирование ракеты 3Р7 было начато в 1952 году в НИИ-88 (поселок Подлипки под Москвой).
В серийное производство система «Коршун» поступила в 1957 году. В том же году состоялся и первый показ системы во время парада 7 ноября на Красной площади. Ракета имела неудовлетворительную кучность, и после изготовления небольшой партии производство её было прекращено.
Конструктивные данные ракеты 3Р7
| Калибр ракеты                      | 250 мм   |
| Длина ракеты                       | 5535 мм  |
| Масса боевой части                 | 100 кг   |
| Масса топлива                      | 162 кг   |
| Масса ракеты стартовая             | 375 кг   |
| Дальность стрельбы максимальная    | 55 км    |
| Время работы двигателя             | 7,8 с    |
| Длина активного участка траектории | 3,8 км   |
| Скорость максимальная              | 1002 м/с |

Изображение можно посмотреть по ссылке:
- Комплекс 2К5 "Коршун", ракета 3Р7. military.tomsk.ru

Однако в дальнейшем она была использована в качестве метеорологической ракеты ММР-05.
Запуск осуществлялся с пусковой установки со спиральными направляющими.
Конструктивные данные ракеты ММР-05
| Длина ракеты                     | 7010 мм |
| Масса полезной нагрузки          | 60 кг   |
| Масса ракеты стартовая           | 396 кг  |
| Высота подъёма максимальная      | 50 км   |
| Год создания                     | 1956 г  |
| Количество пусков в 1956-1959 гг | 261     |

Состав бортовой аппаратуры этой ракеты был аналогичен составу бортовой аппаратуры ракеты МР-1 и отличался тем, что в неё был включен радиолокационный ответчик. На основе наземной аэрологической радиолокационной станции «Метеор» был создан мобильный и надежный радиоканал слежения за траекторией движения головной части ракеты (ведущий инженер разработки радиолокатора Б. Г. Рождественский, ведущий инженер разработки радиолокационного ответчика М. В. Кречмер).

## Пуски
Комплекс был введен в эксплуатацию в 1957 году — на станции ракетного зондирования о. Хейса (Земля Франца-Иосифа). Всего за период с 4 ноября 1957 года по 18 февраля 1958 года были запущены шесть ракет. Установленные на них электротермометры сопротивления, тепловые и мембранные манометры и другие приборы позволяли собрать научные данные об атмосфере, которые передавались на Землю с помощью радиотелеметрической аппаратуры.
А 31 декабря 1957 года на траверзе только что открытой советской антарктической станции «Мирный» впервые в мире с борта корабля (д/э «Обь») был осуществлен успешный запуск метеоракеты ММР-05. Тем самым заметно расширился вклад СССР в выполнение научных программ МГГ и Международного Года спокойного Солнца. В 1959 году этими комплексами были оснащены научно-исследовательские суда Гидрометслужбы «Воейков» и «Шокальский».
По данным одних источников во время Международного Геофизического Года (1957—1958 годы) из 88 метеорологических ракет, выпущенных в различных районах СССР, 35 запущены в высоких широтах. По другим данным с острова Хейса в 1957 году было запущено 3 ракеты, в 1958 — 36 и в 1959 — 18. В пятидесятые годы в высоких широтах запускались только ММР-05 и ММР-08.